# Петровський Микола Олексійович
Мико́ла Олексі́йович Петро́вський (1 грудня 1882, Ніжин (Чернігівська губернія) — 1922) — старшина дієвої армії УНР.

## Служба імператору
Військову світу здобув у 2-му Московському кадетському корпусі та Михайлівське артилерійське училище (1904). У званні підпоручика прибув до 5-ї артилерійської бригади в Житомирі. Згодом, повернувшись у рідне місто служив у 42-й та 44-й артилерійських бригадах. Закінчив Миколаївську академію Генерального штабу за 1-м розрядом. 1911 року отримав звання капітана, 1916 року — полковника.

## На службі Україні
З 1 квітня 1918-го начальник відділу служби та навчання військ ГШ УД. Від 26 вересня 1919-го начальник служби ГШ Дієвої армії УНР.

## Білогвардієць
Восени 1919 року перейшов на бік російської армії. 28 листопада 1919 року став начальником штабу 6-й Донської козачої дивізії. Від 25 березня 1920 року перебував у резерві офіцерів Генштабу при штабі Донського корпусу. 1 серпня 1920 року у складі Російської Армії у еміграції.

## Нагороди
- Св. Анни 4-го ст. (ВП 01,1915)
- Св. Станіслава третього ст. з мечами та бантом (ВП 01,1915)
- Св. Анни 3-й ст. з мечами та бантом (ВП 25.02.1915)
- Св. Володимира 4-го ст. з мечами та бантом (ВП 06.03.1915).